# پیتای سولا
پیتای سولا (نام علمی: Erythropitta dohertyi)، گونه‌ای از پیتاها است که یکی از زیرگونه‌های پیتای شکم‌سرخ در نظر گرفته می‌شد. این گونهبومی اندونزی است که در جزایر سولا و بانگگی وجود دارد. زیستگاه طبیعی آن جنگل‌های جلگه‌ای نمناک نیمه‌گرمسیری یا گرمسیری است. نابودی زیستگاه آن را تهدید می‌کند.